# Stratég
Stratég (starořecky: στρατηγός, stratégos (novořecky: stratigós), mn. č. starořec.: στρατηγοί, stratégoi (novořec.: stratijí)) byl ve starověkém Řecku titul velitele armády. V helénistických státech a v Byzanci tak byl titulován i vojenský místodržící. V soudobém řeckém vojsku se jedná o označení nejvyšší generálské hodnosti pozemního vojska. 

## Význam v češtině
V češtině znamenal výraz stratég dříve vojevůdce. V moderním jazyce ale strategie ztrácí starší význam „válečné umění“ a slovo je užíváno i v nevojenských oblastech (politika, diplomacie, ekonomie, psychologie). Tak se rozšiřuje i význam výrazu stratég.

## Etymologie
Slovo stratég pochází ze starořeckého slova στρατηγός, složeniny ze starořeckých slov στρατος, stratos  - ležení, vojsko a αγώ, agó — vedu.

## Užití ve starověkém Řecku

### Athénští stratégové
Velký význam získal tento úřad v Athénách 5. století př. n. l., kde měl stratég kromě vojenské moci i moc politickou. Od roku 510 př. n. l. bylo každoročně shromážděním lidu - ekklésií  voleno 10 stratégů - po jednom z každé fýly. Každý z nich velel oddílu hoplítů složených z příslušníků své fýly. Každá osoba mohla být volena opakovaně bez omezení. Ve velení v poli se střídali.

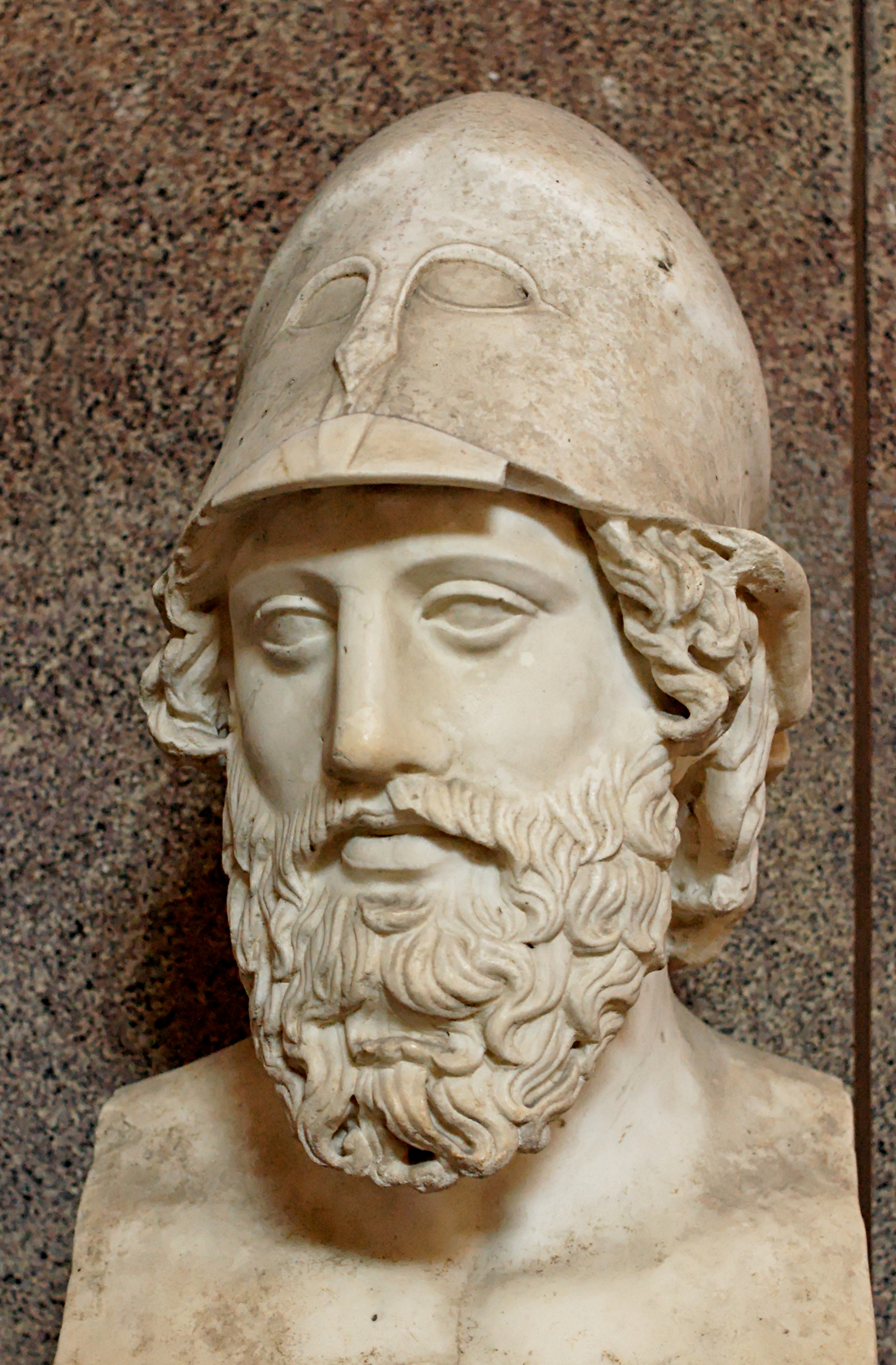
Busta neznámého stratéga (byl to Athénský stratég PERIKLE(é)S) s Korintskou přilbou; římská kopie řecké sochy z doby okolo roku 400 př. n. l..

Stratégům byl zprvu nadřízen vojensko-náboženský úřad polémarcha, kterým byl jeden z archontů. Protože od roku 487 př. n. l. byli všichni archonté vybíráni losem, což nemohlo zajistit vybrání kvalitního velitele, tak veškerá vojenská moc přešla od polémarcha na stratégy.  
Potom, co se stratégové stali vrchními veliteli, nahradili je v roli velitelů oddílů taxiarchové. Zákon o tom, že každý ze stratégů reprezentuje jednu fýlu, byl nakonec pozměněn tak, že z jedné fýly mohli být zvoleni dva na úkor fýly jiné. 
Na začátku každého tažení se též rozhodovalo o tom, kterému ze stratégů bude svěřeno vrchní velení. Takový stratég se nazýval στρατηγός αυτοκράτωρ, stratégos autokrátor.  Ač musel na konci úkolu, nebo tažení, pro které byl zvolen, skládat účty ze své činnosti, požíval během funkčního období a v rámci obvodu svého působení obrovské autority s téměř neomezenou mocí. 
Stratégové potom postupně koncentrovali ve svých rukou téměř veškerou výkonnou moc, jako v případě Themistokla, Kimóna a Perikla, který zastával tuto funkci prakticky nepřetržitě od roku 443 př. n. l. do své smrti v roce 429. Stratégy byli též Kleón, Alkibiadés a Nikiás. 
Ke konci klasické doby byly každému ze stratégů vyhrazovány obvody působení, například nad hoplíty, nad pobřežím u Eleusíny, nad Munichií a loděnicemi atd. S poklesem politické a vojenské moci Athén poklesl i význam athénských stratégů.

### Stratégové v jiných státech
Ve starověké Spartě byli stratégové voleni jen pro čas války a mohli zastupoval krále v roli hlavního velitele. Úřad existoval i v jiných řeckých obcích. Stratégem byl titulován například Dionýsios Starší, tyran v Syrakúsách. Titul stratéga náležel i náčelníkovi Aitólského spolku. Mohl jím být zvolen kterýkoli z občanů opakovaně, nikoli však následující rok po skončení funkčního období. Též ve svých rukou drželi moc vojenskou i politickou, protože byli vůdci v poli a zároveň řídili správu a svolávali sněm. Také v čele Achajského spolku stáli nejprve dva stratégové, později od roku 255 př. n. l. jeden. Byli voleni podle podobných zásad jako v Aitólském spolku. I zde jim náležela jak funkce vojenská, tak i správní.

## Užití v období helénismu a Byzanci
V helénistických říších diadochů užívali tento titul místodržící územních celků. 
Ve řeckém ptolemaiovském Egyptě ztratili tito stratégové zcela svoji vojenskou funkci a stali se pouze představiteli krajů se správními funkcemi (nómos - kraj, odtud  stratégos tú nómú). Toto uspořádání v Egyptě přetrvalo i během římské nadvlády, dokud tito krajští stratégové nebyli ve 4. století nahrazení exaktory (exactores), když byli předtím nuceni odevzdat značnou část svých kompetencí jiným institucím. Kromě těchto stratégů existoval ve městě Alexandrii úřad městského stratéga, který zastával funkci policejního charakteru.
Titul stratéga byl součástí titulatury římských císařů v zemích s převahou řeckého jazyka.
V Byzantské říši užívání titulu navázalo na svoji původní vojenskou funkci. V souvislosti s nutností zvýšené ochrany impéria postupně od 7. století splývala administrativní a vojenská správa území, až došlo k novému rozdělení na celky nazvané thémy. Stratégové byli zprvu místními veliteli vojska a postupně přibírali i administrativní funkce a zastávali i funkci soudce. Byli jmenováni přímo císařem.

## Užití v současnosti

Odznak hodnosti stratéga (generála) v moderní řecké armádě

V moderní řecké armádě náleží titul stratéga (Στρατηγός, Stratigós) nejvyššímu generálovi v pozemní armádě. Tato hodnost odpovídá hodnosti generála  a stupni OF-9 v systému NATO. V letectvu této hodnosti odpovídá Πτέραρχος - Ptérarchos a v námořnictvu Ναύαρχος, Návarchos. Od slova stratigós jsou odvozeny i další generálské hodnosti v řecké armádě mimo jedné - Αντιστράτηγος, Andistrátigos - generálporučík a Υποστράτηγος, Ipostrátigos - generálmajor. Hodnosti brigádního generála naproti tomu odpovídá hodnost Ταξίαρχος, Taxíarchos.